# Orchomenella groenlandica
Orchomenella groenlandica är en kräftdjursart. Orchomenella groenlandica ingår i släktet Orchomenella och familjen Lysianassidae. Inga underarter finns listade i Catalogue of Life.